# Viktor Orbán

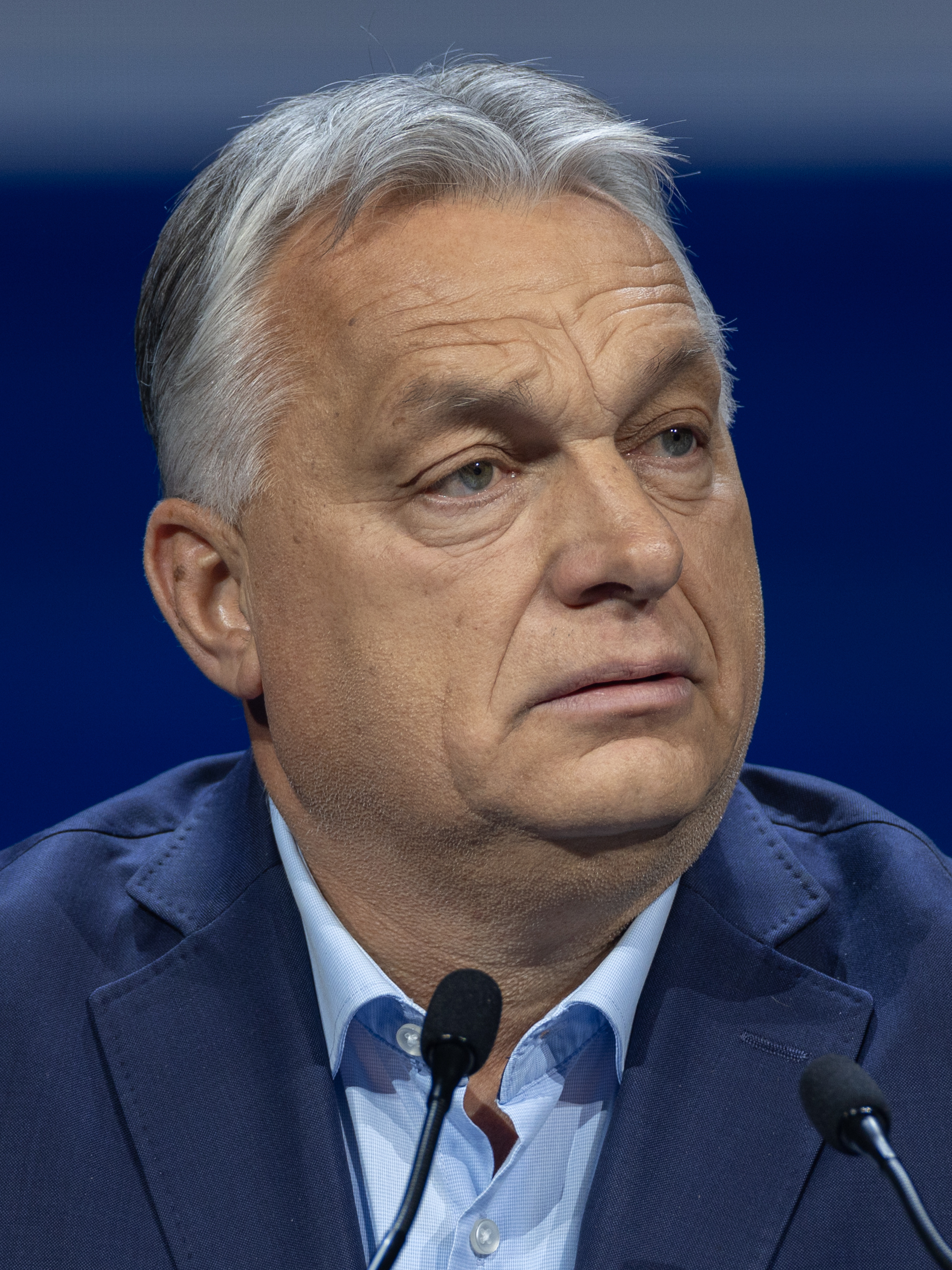
Viktor Orbán (2025)

Viktor Mihály Orbán [ˈviktor ˈmihaːj ˈorbaːn] (ungarisch Orbán Viktor; * 31. Mai 1963 in Székesfehérvár) ist ein rechtsextremer ungarischer Politiker, Mitbegründer und, mit einer Unterbrechung, seit 1993 Vorsitzender der Partei Fidesz – Ungarischer Bürgerbund. Er war von 1998 bis 2002 und ist seit 2010 erneut Ministerpräsident von Ungarn; dazwischen war er Oppositionsführer. Er ist momentan der dienstälteste Regierungschef innerhalb der EU. Auf internationaler Ebene war er ab 2002 Vizepräsident der Europäischen Volkspartei und ist seit 2001 einer der Vizepräsidenten der Christlich Demokratischen Internationale.
Seit seiner Wahl 2010 zum Ministerpräsidenten wird gegen Orbán der Vorwurf erhoben, die Menschenrechte in Ungarn systematisch einzuschränken. Während der COVID-19-Pandemie und der darauf folgenden Ausrufung des Ausnahmezustands regierte Orbán per Dekret; dies wurde von mehreren europäischen Medien als De-facto-Entmachtung des Parlaments angesehen. Nach dem russischen Überfall auf die Ukraine rief Orbán im Mai 2022 erneut einen Notstand aus, was es ihm ermöglicht, weiterhin per Verordnung zu regieren.
Orbán fiel in seiner politischen Karriere mehrfach menschenverachtend auf. So äußerte er sich in der Vergangenheit einige Male rassistisch und antisemitisch, bediente sich völkisch-nationalistischer Rhetorik und vertritt offen homo- und transphobe Positionen. Im Zusammenhang mit Migration wurden in Medien Aussagen Orbáns unter anderem als „entmenschlichende Sprache“ bezeichnet. Darüber hinaus wird Orbáns Regierungsstil (der Orbánismus) als zunehmend autoritär, ultranationalistisch, antidemokratisch und rechtsextrem bezeichnet.

## Jugend
Orbán wuchs als ältester Sohn eines Agraringenieurs und einer Lehrerin und Logopädin in Székesfehérvár auf. Dort wurde er am Teleki-Blanka-Gymnasium unterrichtet, absolvierte die Mittelstufe auf Englisch, und legte im Jahr 1981 die Matura ab.
Nach seinem Grundwehrdienst von 1981 bis 1982 begann er ein Studium der Rechtswissenschaften an der Loránd-Eötvös-Universität, das er 1987 mit einem Doktortitel abschloss. Von 1987 bis 1989 arbeitete er in Budapest beim Ministerium für Landwirtschaft und Ernährung und wohnte in Szolnok. Von April 1988 an arbeitete er für die Soros Foundation of Central Europe Research Group, von der er im September 1989 ein Stipendium für einen Forschungsaufenthalt zum Studium der Geschichte der englischen liberalen Philosophie am Oxforder Pembroke College erhielt. Dieses Studium brach er 1990 vor der ungarischen Parlamentswahl ab und ging in die Politik.

## Politische Tätigkeit

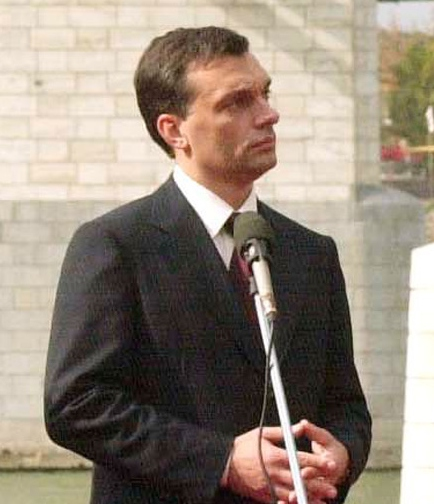
Viktor Orbán während seiner ersten Amtszeit als Ministerpräsident (2001)

Seine politische Karriere begann er als Vorsitzender der Jugendorganisation der Ungarischen Sozialistischen Arbeiterpartei (Kommunistischer Jugendbund, Kommunista Ifjúsági Szövetség – KISZ) im von ihm besuchten Gymnasium. 1988 war er einer der Gründerväter des Bundes Junger Demokraten (Fiatal Demokraták Szövetsége, Fidesz). Er wurde landesweit durch seine Rede im Rahmen der Umbettung des Nationalidols des Volksaufstandes von 1956, Imre Nagy, bekannt, in der er sich als der Sprecher der Universitätsjugend für den Abzug der in der Volksrepublik Ungarn stationierten sowjetischen Truppen aussprach. Diese Rede brachte ihm teils Bewunderung, teils heftige Kritik ein.
Nach der Wende 1989 wurde er Mitglied des Ausschusses der neu gegründeten Partei Fidesz (das heißt des Führungsgremiums der Partei, da es damals noch keinen Vorsitzenden gab). 1993 wurde er zum Parteivorsitzenden gewählt. Diesen Posten bekleidete er bis zu seinem Rücktritt 2000 und erneut ab 2003.
Viktor Orbán ist seit 1990 Abgeordneter des Parlaments. Zwischen 1990 und 1993 war er Fraktionsvorsitzender.
Unter seiner Führung wurde die zunächst als liberal geltende Partei Fidesz zur dominierenden konservativen Partei Ungarns. 1998 gewann er die Parlamentswahlen und bildete eine Regierung der Fidesz mit der konservativen Kleinbauernpartei (FKgP) und dem Ungarischen Demokratischen Forum (MDF). Während seiner ersten Regierungszeit trat Ungarn der NATO bei, und die öffentlichen Angestellten wurden nach Regierungsanweisung zu einem großen Teil ausgewechselt. 2002 verlor seine Partei die Wahl gegen die damals oppositionellen Sozialisten mit dem Spitzenkandidaten Péter Medgyessy.
Orbán bekleidete auch mehrere internationale Positionen: Zwischen 1992 und 2000 war er einer der Vizepräsidenten der Liberalen Internationale; 2002 wurde er einer der Vizepräsidenten der Europäischen Volkspartei.
Ein Jahr nach der Parlamentswahl wurde Orbán 2003 erneut zum Parteichef der Fidesz gewählt. Nach seiner Rückkehr an die Parteispitze stieg die Mitgliederzahl der Partei. Er galt als aussichtsreichster Kandidat gegen den amtierenden sozialistischen Ministerpräsidenten Ferenc Gyurcsány, verlor aber am 8. April 2006 knapp gegen diesen. Vor dem zweiten Wahldurchgang (23. April 2006) verzichtete er zugunsten des früheren Koalitionspartners, des Demokratischen Forums MDF, auf das Amt des Regierungschefs, konnte aber die Mehrheitsverhältnisse nicht mehr umdrehen.

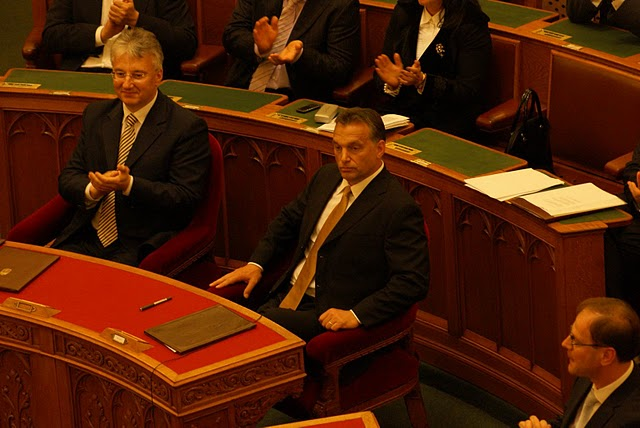
Am 29. Mai 2010 wählte das Parlament Orbán zum Ministerpräsidenten.

Im ersten Wahlgang der Parlamentswahl am 11. April 2010 errang Fidesz einen klaren Wahlsieg mit 52,73 Prozent der abgegebenen Stimmen. Am 29. Mai 2010 wählte das neue Parlament Viktor Orbán zum neuen Ministerpräsidenten.
Die Regierungskoalition der Fidesz und der KDNP hat bei der Parlamentswahl am 6. April 2014 mit 44,87 Prozent der Listenstimmen sowie mit 44,11 Prozent der Wahlkreisstimmen 133 Parlamentssitze und damit die für Änderungen der Verfassungsgesetze erforderliche Zwei-Drittel-Mehrheit gewonnen. Orbán wurde am 10. Mai 2014 wieder zum Ministerpräsidenten gewählt. Bei der Europawahl 2014 erreichte das Bündnis 51,49 Prozent der Stimmen. Bei den Parlamentswahlen in Ungarn 2018 und 2022 sicherte sich Fidesz erneut eine Zwei-Drittel-Mehrheit, womit Orbán Ministerpräsident blieb.
Seit dem 8. Dezember 2021, dem Tag des Ausscheidens Angela Merkels aus dem Regierungsamt, ist er der dienstälteste Regierungschef innerhalb der EU.
Im Oktober 2024 überholte die oppositionelle Tisztelet és Szabadság Párt (TISZA) unter Péter Magyar als erste Partei Orbáns Fidesz nach 18 Jahren knapp in zwei Wahlumfragen. In beiden wurde Fidesz nur noch zweitstärkste Kraft mit 37 % der Stimmen. Am 1. Januar 2025 forderte Magyar als Oppositionsführer vorgezogene Neuwahlen.

## Positionen

### Politische Grundhaltung
In gesellschaftlichen Fragen vertritt die Fidesz unter Orbán rechtskonservative Positionen. Er betont dabei insbesondere die Rolle der christlichen Kirchen und der traditionellen Familie. Autoritarismus und Nationalismus sind in der Rhetorik und Politik von Fidesz stark verankert. Beobachter erhofften sich durch die EU-Mitgliedschaft Ungarns und die Übernahme der Regierungsverantwortung eine Mäßigung dieser national geprägten Positionen.
Ein grundlegendes Element von Orbáns politischem Denken ist die Abkehr vom liberal-demokratischen Modell westlicher Prägung. Laut Orbán „ist der neue Staat, den wir in Ungarn bauen, kein liberaler Staat, sondern ein illiberaler“. In einer Rede 2014 sagte er, das sei die „Staatsform, die am besten fähig ist, eine Nation erfolgreich zu machen“. Die Freiheit, „alles tun [zu] dürfen, was die Freiheit des anderen nicht einschränkt“, mache er – anders als die liberale Demokratie – „nicht zum zentralen Element der Staatsorganisation“. „[V]on den in Westeuropa akzeptierten Dogmen und Ideologien“ müsse sich Ungarn „lossagen“. Sieger im Wettlauf um die beste Staatsform seien, so Orbán, „Singapur, China, Indien, Russland, die Türkei“. Daher gebe er in seiner Arbeit, die „neue Organisationsform“ Ungarns „zu schmieden“, bei aller „Berücksichtigung“ der Menschenrechte und der Individuen etwas anderem den Vorrang: der Nation als „Gemeinschaft, die organisiert, gestärkt, ja sogar aufgebaut werden“ müsse.
Auch auf europäischer Ebene verfolgt Orbán einen Kurs, der auf nationalstaatliche Eigenständigkeit ausgerichtet ist. Er vertritt eine kritische Haltung gegenüber der Europäischen Union, betont die nationale Souveränität Ungarns und lehnt eine vertiefte politische Integration ab. Immer wieder verzögerte er zentrale EU-Entscheidungen, insbesondere wenn diese an Bedingungen zur Einhaltung rechtsstaatlicher Prinzipien oder zur Korruptionsbekämpfung geknüpft waren.

### Zur ungarischen Geschichte
Bei vielen Anlässen betont Orbán, dass Ungarn vor dem Ersten Weltkrieg andere und erheblich umfangreichere Grenzen hatte. In seinem Arbeitszimmer hängt eine Landkarte des „historischen Großungarn“. Er ließ sich mit einem Fußballschal fotografieren, auf dem eine Landkarte „Großungarns“ gezeichnet war. Orbáns Regierung betreibt seit Jahren systematisch den Aufkauf ungarischsprachiger Medien in Transsylvanien (Rumänien), von 2020 bis 2023 gab der zur ungarischen Regierung gehörende „Gábor-Bethlen-Fonds“ 20 Millionen Euro für den Medienaufkauf aus. In den übernommenen Medien werden die Ideologien Orbáns wie Feindlichkeit gegen Migranten und „Brüssel“ popularisiert, und es wird bei den Ungarn Transsylvaniens der Wunsch nach einem „Anschluss“ an Ungarn gepflegt beziehungsweise geweckt. Auch in Bauinvestitionen war der Gábor-Bethlen-Fonds 2020 mit 365 Millionen Euro und 2021 mit 91 Millionen Euro engagiert. Die Profiteure der Investitionen stehen meist Orbáns Fidesz-Partei nahe. Diese lässt auch Schulen in abgelegenen Regionen des Szeklerlands bauen, die der rumänische Staat nicht erreicht. Die UDMR, die in den ungarischen Gebieten Rumäniens über eine „gut geölte Wahlkampfmaschine“ verfügt, stellte diese in den Dienst der Fidesz. Diese erreichte 2018 die Zwei-Drittel-Mehrheit im rumänischen Parlament nur mit einer einzigen Stimme, wobei das Votum Transsylvaniens wichtig war.
Einerseits war die Regierung Orbán die erste Regierung Ungarns, die eine Mitverantwortung des Landes am Holocaust eingestand und dafür um Entschuldigung bat. Andererseits ließ Orbáns Regierung ein Nationaldenkmal bauen, das an das einstige Großungarn erinnert. Orbán bezeichnete bei der Einweihung des Denkmals die Auswirkungen des Vertrags von Trianon als Tragödie. Nach Ansicht einiger Historiker wird durch das Nationaldenkmal Geschichtsfälschung betrieben, da es „Ungarn zu sehr als wehrloses, handlungsunfähiges Opfer Nazi-Deutschlands darstelle“. So sprach der Historiker Krisztián Ungváry von einem „Memento des nationalen Selbstfreispruchs“.
Im Juni 2017 würdigte Orbán den früheren ungarischen Reichsverweser und Hitler-Verbündeten Miklos Horthy (1868–1957) als „Ausnahmestaatsmann“. Dessen Mitverantwortung für den Holocaust erwähnte Orbán nicht. Horthy hatte den Abtransport von ungarischen Juden außerhalb Budapests in deutsche Vernichtungslager gebilligt. Der Verband der jüdischen Gemeinden Ungarns (Mazsihisz) und der Jüdische Weltkongress (WJC) kritisierten Orbáns „Verherrlichung eines Hitler-Verbündeten“ scharf. Orbán betonte, seine Rede „auf das Genaueste formuliert“ zu haben.
Ende Februar 2019 warf das Internationale Auschwitz-Komitee Orbán vor, die „Erinnerungspolitik an den Holocaust zu deformieren“. Orbán versuche, die ungarische Beteiligung an der Drangsalierung und Verschleppung der ungarischen Juden in die nationalsozialistischen Vernichtungslager aus dem nationalen Bewusstsein zu verdrängen. Zudem bediene seine Rhetorik „auf schäbige, subtile und effiziente Art“ immer wieder antisemitische Vorurteile. Auch Matthias Krupa bescheinigte Orbán in der Zeit, „immer unverhohlener“ antisemitische Motive und Verschwörungstheorien zu verwenden. Dabei vermeide er sorgsam, die Juden beim Namen zu nennen, nutze aber die Topoi des klassischen Antisemitismus – vom (jüdischen) „Finanzspekulanten“ bis zum (heimatlosen) „Weltbürgertum“, das das christliche Abendland bedrohe. Laut Krupa ist Orbán kein Antisemit, sondern „ein zynischer Machtpolitiker, dem jedes Mittel recht“ sei. Roger de Weck befand, Orbán habe „die antisemitische Häme als uraltes, brandneues Mittel der Politik wiedereingeführt“.

### Wirtschafts- und Sozialpolitik
Verglichen mit der Wirtschaftspolitik der in dieser Hinsicht liberalen SZDSZ und ihrer eigenen ersten Regierungszeit in den Jahren 1998 bis 2002, befindet sich die Fidesz-Partei, bedingt durch die schlechte wirtschaftliche Lage in Ungarn, jedoch auf einem zum Teil erheblich veränderten, eher staatsinterventionistischen und dirigistischen Kurs. Für die Zeit nach der Wahl 2010 kündigte die Partei zwar Steuersenkungen als ihr wesentliches Ziel an. Dies wurde bereits im Juli 2010 umgesetzt, indem die Einkommensteuer auf 16 Prozent „flat“ (vorher 16 bis 44 Prozent) und die Gewinnsteuer der kleinen und mittleren Unternehmen auf 10 Prozent (vorher 19 Prozent) gesenkt wurden. Aufgrund der hohen Staatsverschuldung wurde aber zunächst eine einmalige Steuererhöhung in Form einer Bankenabgabe beschlossen und erhoben.
Orbáns Regierung wird für den Abbau sozialstaatlicher Leistungen, Zwangsmaßnahmen gegen Arbeitslose und die Zunahme der Armut in der Bevölkerung kritisiert. Außerdem wurde während seiner Amtszeit das Streikrecht eingeschränkt.
Die Familienpolitik Viktor Orbáns zielt darauf ab, den demografischen Rückgang Ungarns nicht durch Migration, sondern durch eine erhöhte Geburtenrate unter ethnisch ungarischen Familien zu bekämpfen. Dazu wurden umfassende finanzielle Anreize geschaffen, etwa Steuerbefreiungen für Mütter mit vier oder mehr Kindern und zinslose Kredite für junge Ehepaare, deren Rückzahlung bei Geburt von Kindern erlassen wird. Orbán betont in diesem Zusammenhang die Bedeutung traditioneller Familienstrukturen und christlicher Werte. Kritiker werfen der Regierung jedoch vor, andere Familienmodelle zu benachteiligen und eine ideologisch motivierte, exklusive Familienpolitik zu betreiben. In einer Rede 2019 sagte Orbán: „Wir wollen nicht einfach Zahlen, sondern ungarische Kinder“.

### Justiz, Rechtsstaat und Innenpolitik
Nach dem Regierungsantritt Orbáns wurde der Personalapparat des Staates stark umgestaltet und die Netto-Abfindungen für entlassene Beschäftigte reduziert. Das Verfassungsgericht kippte diese Abfindungsveränderungen. Daraufhin schränkte die Fidesz-MPSZ im November 2010 mit der hinter ihr stehenden Zweidrittelmehrheit im Parlament die Zuständigkeit des Verfassungsgerichtes in Budgetfragen ein.
Um den verschuldeten Staatshaushalt zu sanieren, wurden unter der Orbán-Regierung im Dezember 2010 Einlagen der obligatorischen privaten Rentenkassen in Höhe von umgerechnet rund 10 Milliarden Euro in einen „Fonds für die Rentenreform und den Staatsschuldenabbau“ verschoben. Von einigen Medien wurde diese Aktion kontrovers als „Rentenklau“ kritisiert, von Orbán selbst hingegen als Notrettung des ungarischen Pensionssystems gerechtfertigt.
Am 18. April 2011 wurde mit den Stimmen der FIDESZ eine seit dem 1. Januar 2012 gültige neue Verfassung verabschiedet, in der als Prinzipien unter anderem der Bezug auf Gott, die ungarische Krone (Stephanskrone) sowie die Begriffe Vaterland, Christentum, Familie, Treue, Glaube, Liebe und Nationalstolz verankert sind. Zudem wurde der Staat von Republik Ungarn in Ungarn umbenannt, die republikanische Staatsform somit aus dem offiziellen Staatsnamen getilgt, wobei die Verfassung die Staatsform Ungarns nach wie vor als Republik definiert.
Die neue Verfassung sieht vor, dass der – gegenwärtig aus drei Orbán-Gefolgsleuten bestehende – Haushaltsrat der Zentralbank das Recht erhält, das Parlament des Landes aufzulösen, wenn der Haushalt nicht entsprechend den Normen der neuen Verfassung verabschiedet wurde. Die Kompetenzen des Verfassungsgerichts wurden eingeschränkt, insbesondere im wirtschaftlichen und sozialen Bereich. Westliche Medien berichteten, dass nun nicht mehr jeder Bürger vor diesem Gericht klagen dürfe, jedoch entfiel lediglich die Popularklage. Das bedeutet, dass nach wie vor jeder Bürger vor dem Verfassungsgericht Klage einreichen kann, jedoch nur dann, wenn er selbst durch das angegriffene Gesetz in seinen Grundrechten betroffen ist. Diese Gesetzesänderung wurde auch von Juristen begrüßt, weil dadurch die Belastung des Verfassungsgerichts reduziert werde.
Die Möglichkeiten der Ungarn, über Volksentscheide auf die Politik Einfluss zu üben, wurden erheblich eingeschränkt. So darf es unter anderem keine Referenden zu Verfassungsänderungen sowie zu den Wahlgesetzen geben.
Nachdem Orbán wochenlang nicht auf die Kritik der EU-Kommission reagiert hatte, eröffnete diese Mitte Januar 2012 drei Verfahren wegen Verletzungen mehrerer EU-Verträge gegen Ungarn.
Ende Dezember 2019 billigte die Regierungsmehrheit im Parlament neue Bestimmungen, die die Rechte und Freiheiten von Oppositionsabgeordneten betreffen: Künftig können sich zwei oder mehr Fraktionen nicht mehr zu einer neuen Fraktion zusammenschließen. Abgeordnete, die als Parteilose in das Parlament gewählt wurden, dürfen sich keiner Fraktion mehr anschließen und auch Parteilose dürfen, auch wenn sie die für eine Fraktion nötige Mitgliederzahl erreichen, sich nicht mehr zu einer Fraktion zusammenschließen. Laut Orbán und seiner Fidesz-Partei würden diese Maßnahmen den Wählerwillen besser reflektieren, Beobachter sehen hingegen in der Quasi-Aufhebung des Rechts auf freie Fraktionsbildung eine Einschränkung des politischen Spielraums der Opposition, die sich über mehrere Parteien und populäre parteilose Persönlichkeiten verteilt. Verschärfte Strafen sind überdies für Abgeordnete, die Parlamentssitzungen stören oder auch nur mit Transparenten oder Plakaten ihren Protest ausdrücken, vorgesehen.
Alleine bis zur erneuten Wiederwahl im Jahr 2022 wurden unter Orbán nach Aussage von Katarina Barley 700 Änderungen des Wahlrechts in Ungarn zum Vorteil der Fidesz vorgenommen. Orban wird vorgeworfen, die Macht von Berufsverbänden und Gewerkschaften beschnitten zu haben. Laut dem Gini-Koeffizient stieg die Ungleichverteilung seit Orbans Amtsantritt als Präsident 2010 deutlich an (Stand 2023).

#### Medienpolitik und Pressefreiheit
Im Zusammenhang mit der ungarischen EU-Ratspräsidentschaft 2011 stand Orbán in der internationalen Kritik. Mehrfach wurden Befürchtungen geäußert, dass durch die Bestimmungen des neuen, bereits in Kraft getretenen Mediengesetzes die Pressefreiheit in Ungarn stark eingeschränkt werde. Hierbei wird besonders hervorgehoben, dass die neu geschaffene Medienaufsichtsbehörde Nemzeti Média- és Hírközlési Hatóság (NMHH) ihre weit gefassten Befugnisse missbrauchen könne, da sie nicht vom Parlament kontrolliert wird. Der bestehende Medienrat wurde nunmehr nur mit Angehörigen der Regierungspartei besetzt. Laut den Vorwürfen kontrolliert die Fidesz-Partei die staatliche Fernsehanstalt Magyar Televízió und übt auch Einfluss auf wichtige andere Medien des Landes aus. Die sozialdemokratische Tageszeitung Népszava erschien am 3. Dezember 2010 aus Protest mit einer leeren Titelseite. Dem schlossen sich auch die Literaturzeitschrift Élet és Irodalom und das Wochenmagazin Magyar Narancs an.
Aufgrund seines Bestrebens nach Medienkontrolle und der generell überwiegend nationalkonservativen Politik wurde Orbán unter anderem Demokratiefeindlichkeit vorgeworfen. Nach einer Äußerung des Trägers des Zürcher Journalistenpreises, Bernhard Odehnal, sei Orbán zwar auf demokratischem Wege an die Macht gekommen, aber seine Regierung schaffe jetzt die Demokratie ab. In einem Interview der Schweizer Zeitung Tages-Anzeiger sagte Odehnal, alle klassischen Instanzen der demokratischen Kontrolle seien geschwächt, abgeschafft oder unter die Kontrolle der Regierung gebracht worden. Dagegen bezeichnete Jan Mainka, der die rechtskonservative deutschsprachige Budapester Zeitung herausgibt, die Kritik des Westens an dem ungarischen Mediengesetz als völlig überzogen. Die ungarische Regierung verteidigt sich gegenüber ihren Kritikern aus dem Ausland mit dem Argument, das Mediengesetz beinhalte nichts Neues, was nicht auch in den westlichen Demokratien gesetzliche Praxis sei.
Im Zuge der Umgestaltung des öffentlich-rechtlichen Rundfunks wurden alle vier ungarischen Fernsehsender, sieben Radioprogramme und die 1880 gegründete Nachrichtenagentur Magyar Távirati Iroda (MTI)
unter dem Dach eines Mediendienstleistungs- und Vermögensfonds (MTVA) zusammengelegt. Im Juli 2011 begann die von ihm neu eingesetzte Unternehmensführungsspitze mit Massenentlassungen von zunächst 600 Mitarbeitern, denen im September weitere 400 folgen sollen.
Anfang Juni 2014 brachte Orbáns Fidesz-Partei einen Gesetzesvorschlag ein, demzufolge Medienunternehmen eine bis zu 40-prozentige Abgabe auf Werbeeinnahmen abführen müssen. Kritiker sehen dahinter nicht nur fiskalische Ziele, sondern auch den Versuch, unabhängige, nicht von der Regierung kontrollierte Medien an den Rand ihrer Existenz zu bringen.
Im Oktober 2014 berichtete Der Spiegel nach Recherchen, dass die öffentlich-rechtlichen Medien in Ungarn praktisch „gleichgeschaltet“ seien. Nun würde die ungarische Regierung auch gegen die privaten Presseorgane massiv vorgehen. Laut Viviane Reding verdient die Pressefreiheit in Ungarn ihren Namen nicht mehr. Die Maßnahmen der Regierung seien „eine Putinisierung“, so Reding, „das Gegenteil von all dem, was wir in Europa aufgebaut haben“. Für Paul Lendvai ist Orbán zehn Jahre später Wladimir Putins bester Freund.
Eine geplante Internet-Steuer, die laut Orbán eine „rein technische Änderung der bereits existierenden Telekommunikationssteuer“ ist, wurde Ende Oktober 2014 nach Protesten der Bevölkerung vorerst wieder zurückgezogen. Jedoch behielt sich Orbán vor, 2015 im Rahmen einer „nationalen Konsultation über die Regulierung des Internets“ dieses Thema erneut zu erörtern. Die nach dem vorläufigen Rückzug dieser Steuer anhaltenden Proteste richteten sich neben der Medien- zunehmend auch gegen die Bildungs-, Wirtschafts- und Sozialpolitik der Regierung Orbán.
Die ungarische Regierung unter Viktor Orbán gründete 2018 die Közép-Európai Sajtó és Média Alapítvány (KESMA), eine Stiftung, die über 400 regierungsnahe Medienunternehmen bündelt. Durch ein spezielles Regierungsdekret wurde die Gründung von der kartellrechtlichen Prüfung ausgenommen, indem die Fusion als „nationalstrategisch bedeutend“ eingestuft wurde. Diese Maßnahme ermöglichte eine weitgehende Konzentration der Medienlandschaft unter staatlicher Kontrolle. Kritiker sehen darin eine Einschränkung der Medienvielfalt und eine Gefährdung der Pressefreiheit in Ungarn. Die KESMA wird daher häufig als Instrument der Regierung zur Steuerung der öffentlichen Meinung bewertet.
Anfang 2021 musste der letzte freie ungarische Radiosender aufgrund eines Lizenzentzugs seine Arbeit einstellen.
In einer Rede anlässlich des ungarischen Nationalfeiertags am 15. März 2025 griff Orbán in einer Rede liberale Kräfte im In- und Ausland an; er werde sein Land von all denen befreien, die für die Interessen ausländischer Mächte arbeiteten, und dabei hart gegen Medien und andere Organisationen durchgreifen. „Nach dem heutigen festlichen Beisammensein“, so Orbán, folge „der Osterputz. Das Ungeziefer hat überwintert“. Man werde „die Finanzmaschine zerschlagen, die mit korrupten Dollars Politiker, Richter, Journalisten, Pseudo-NGOs und politische Aktivisten gekauft“ habe, und „die gesamte Schattenarmee beseitigen“. Orbán begrüßt als Anhänger Donald Trumps überdies dessen Abwicklung der US-Entwicklungshilfebehörde USAID, der er vorwirft, durch die Finanzierung liberaler Bestrebungen in Ungarn auf seinen Sturz abgezielt zu haben.

#### Bildungspolitik
Nachdem das von Orbán kontrollierte Parlament 2017 ein Gesetz beschlossen hatte, das neue Bedingungen an ausländische Universitäten stellt, muss die von dem US-Investor und Philanthropen George Soros gegründete Central European University (CEU) ihre in den USA akkreditierten Studiengänge von Budapest nach Wien verlegen, wie sie Anfang Dezember 2018 bekanntgab. Das neue Gesetz sieht vor, dass die Lehranstalt auch in ihrem Heimatland eine Lehrtätigkeit ausübt – was im Fall der CEU gegeben wäre –, und für den Betrieb in Ungarn muss es ein bilaterales Abkommen auf Regierungsebene geben. Nach Angaben der Hochschule habe ein zwischen dem US-Bundesstaat New York und Ungarns Regierung ausgehandeltes Abkommen unterschriftsreif vorgelegen, sei jedoch von ungarischer Seite nicht unterzeichnet worden. Nach Ansicht von Kritikern solle diese „Lex CEU“ die Universität zum Verlassen des Landes zwingen, Grund sei die liberale Ausrichtung. Unklar ist bisher, ob die in Ungarn akkreditierten Studiengänge in Budapest verbleiben.
Anfang Juli 2019 billigte das Parlament auf Initiative der rechtsnationalen Regierung von Orbán mit 131 Stimmen bei 53 Gegenstimmen (insgesamt 199 Abgeordnete) ein Gesetz zur Reformierung der Ungarischen Akademie der Wissenschaften (MTA). Dieses sieht vor, dass ein neues Gremium, dessen Mitglieder durch die Regierung ernannt werden, künftig die Forschungsgelder verwalten soll. Auch Teile des Grundbesitzes sowie der allgemeinen Verwaltung der MTA sollen der Kontrolle dieses Gremiums unterliegen. Kritiker sehen hinter dieser Gesetzesinitiative einen Angriff auf die Wissenschaftsfreiheit und den Versuch, kritische Wissenschaftler zum Schweigen zu bringen. Laut dem Direktor der Akademie, László Lovász, widerspreche die Maßnahme „den europäischen Grundsätzen der Forschungsfinanzierung“ und bedrohe die Freiheit der Wissenschaft. Ungarische Wissenschaftler, europäische Dachverbände sowie Deutschlands zehn wichtigste Wissenschaftsorganisationen protestierten mit offenen Briefen. Letztere wiesen auch die Regierungsbegründung zurück, Ungarn folge mit der Umstrukturierung dem Vorbild der außeruniversitären Forschungseinrichtungen in Deutschland, analog zu der Auflösung der DDR-Akademien. Die Integration vieler Akademie-Institute in die Leibniz-Gemeinschaft sei „nicht nur abhängig von einer sehr strengen Evaluation ihrer wissenschaftlichen Qualität durch den unabhängigen deutschen Wissenschaftsrat“ gewesen, sie habe „die Institute auch direkt in die wissenschaftliche Selbstverwaltung und in eine verlässliche Finanzierung“ gebracht. Weiter kritisieren sie, dass mit der Reform ausschließlich Forschung des öffentlichen Interesses gefördert werden solle, wobei dieses Interesse durch die Regierung definiert werde. Genderforschung beispielsweise werde als Ideologie eingestuft und als vermeintliche „Nichtwissenschaft“ von der Finanzierung ausgeschlossen.
Laut der Kulturwissenschaftlerin Magdalena Marsovszky sind eine „Wissenschafts- und Intellektuellenfeindlichkeit“ für das System kennzeichnend. Die moderne Wissenschaft und die Bildung der Nachaufklärungszeit würden für die „Entspiritualisierung der Menschheit“ verantwortlich gemacht und liberale Intellektuelle als „materialistische Manipulanten“ begriffen. Dagegen werde eine „Pseudowissenschaft“ gefördert, die nach der „verloren geglaubten spirituellen Urtradition“ suchen solle, deren Spuren man im näheren und ferneren Osten vermute. Zur Erforschung des biologischen und kulturellen Ursprungs des Magyaren wurde 2019 ein Institut für Ahnenforschung eingerichtet.
Orbáns Regierungen investieren seit Jahren hohe Euro-Millionenbeträge in ungarischsprachige Schulen und Universitäten in Rumänien. Die mit seiner Fidesz-Partei verbündete UDMR setzte im rumänischen Parlament eine Regelung durch, wonach Rumänisch in ungarischen Schulen in Rumänien als Fremdsprache unterrichtet werden kann.
Eine wichtige Rolle in Orbáns Bildungspolitik spielt das Mathias Corvinus Collegium (MCC), das vom Standard als sein „Propagandaorgan“ bezeichnet wurde. Es verfolge das Ziel, Ungarns zukünftige Orbán-treue Eliten hervorzubringen sowie ein internationales rechtes Netzwerk in Europa zu etablieren. Im Jahr 2020 soll die ungarische Regierung das MCC mit knapp 1,4 Milliarden Euro unterstützt haben, eine Summe, die das Jahresbudget aller anderen ungarischen Hochschulen übertrifft.

### Verhältnis zur EU
Ende Januar 2012 erlebte Ungarn die größte Demonstration nach der Wende. Zwischen 100.000 und 400.000 Teilnehmer demonstrierten gegen die Einmischung westeuropäischer Politiker und die ihrer Ansicht nach tendenziöse Ungarn-Berichterstattung in Westeuropa. Sie bekannten sich somit zur Regierung und zu Orbán persönlich.
April 2014 entschied der Europäische Gerichtshof für Menschenrechte, dass das zwei Jahre zuvor von der Orbán-Regierung erlassene ungarische Kirchengesetz, demzufolge religiöse Gemeinschaften der Anerkennung des Parlaments bedurften, gegen die Europäische Menschenrechtskonvention und die Religions- und Versammlungsfreiheit verstoße, da der Staat seine neutrale Position verlasse. Die Regierung wollte nach eigenen Angaben damit gegen „Wildwuchs“ der Religionen und missbräuchliche Erlangung von Staatsgeldern vorgehen. Geklagt hatten mehrere kleine Gemeinschaften unter Führung der Christlich-Mennonitischen Kirche Ungarns. Ebenfalls April 2014 urteilte der Gerichtshof der Europäischen Union, dass Orbán mit der Entlassung des obersten Datenschützers András Jóri 2012, fast drei Jahre vor dem Ende von dessen Amtszeit, EU-Recht gebrochen habe. Diese Maßnahme war Teil einer Reform, die die Einrichtung einer staatlichen Behörde zum Schutz des Informationsrechts zum Ziel hat.
Im Juni 2021 verabschiedete die ungarische Regierungspartei Fidesz, unterstützt von der Rechtspartei Jobbik, ein Gesetz, das schärfere Strafen für Pädophilie vorsieht, aber zugleich jedwede „Propaganda“ über Homosexualität und Transgeschlechtlichkeit unter Strafe stellt, sofern diese Kinder und Jugendliche erreichen könnte – nach Erachten der Süddeutschen Zeitung eine „unzulässige Vermischung von Pädophilie mit der Darstellung von Homosexualität“. Das Blatt schrieb, dass seit dem „Gegenwind“ aus Brüssel in den ungarischen Medien immer öfter die Rede von der Brüsseler „Meinungsdiktatur“ sei sowie davon, dass mit „falschen Vorwürfen und bewussten Fehlinterpretationen“ die Europäische Union Ungarn eine falsche Kultur aufzwingen wolle. Der „Einwanderungsspekulant“ George Soros und sein Sohn Alexander wurden als Strippenzieher hinter dieser angeblichen Kampagne beschuldigt. In Artikeln wurde Alexander Soros mit einem Schwarzen abgebildet, der ihn von hinten freundschaftlich umarmt. Attackiert würden in den regierungsnahen Medien auch innenpolitische Gegner wie der Politiker Ferenc Gyurcsány und dessen Frau Klára Dobrev. Orbán selbst teilte in einem „Samizdat“-Brief – laut SZ eine „ahistorische Aneignung des Namens für Publikationen, die einst sowjetische Dissidenten unter Lebensgefahr herausbrachten“ – mit, dass die Migration „kein Menschenrecht […] und die Art und Weise der sexuellen Erziehung des Kindes […] auch nicht das Menschenrecht des Kindes“ sei. Analysten vermuten hinter dieser Strategie ein Ablenkungsmanöver zu Orbáns Machtsicherung. Das Wirtschaftsmagazin HVG berichtete in diesem Zeitraum über Millionenaufträge für Projekte zum Vorteil von Angehörigen Orbáns sowie dessen Nachbarn Lőrinc Mészáros, des reichsten Ungarn.
Aufgrund des ineffektiven Zugangs von Asylwerberinnen und Asylwerbern zu Asylverfahren verurteilte der Europäische Gerichtshof (EuGH) im Sommer 2024 Ungarn zur Zahlung einer Strafe von 200 Millionen Euro sowie zu einem täglichen Zwangsgeld von einer Million Euro für jeden Tag des Verzugs. Die Regierung Orban weigert sich, die Zahlungen zu leisten.
Am ungarischen Nationalfeiertag im Oktober 2024 warf Orbán in einer Rede der EU vor, seine Regierung zu stürzen und ein Marionettenregime in Ungarn errichten zu wollen, da eine „unabhängige ungarische Politik“ für Brüssel „inakzeptabel“ sei. Mit dem Oppositionspolitiker Peter Magyar habe die EU auch bereits den Chef dieser geplanten Marionettenregierung; dieser sei der Mann, „der alles unterschreibt“. In Anspielung auf den Krieg in der Ukraine behauptete er, „die Brüsseler Bürokraten“ hätten den Westen „in einen aussichtslosen Krieg“ geführt. Die EU plane, nach einem künftigen Sieg ukrainische Soldaten in Ungarn zu stationieren, um die Sicherheit Europas zu gewährleisten.

### Haltung zur Selbstbestimmungsfähigkeit der EU
Am 22. November 2023 hielt Viktor Orbán in Zürich eine Rede über die Europäische Union (EU). Orbán sagte, dass Europa vor dem Zweiten Weltkrieg noch die Fähigkeit gehabt habe, über sein eigenes Schicksal bestimmen zu können. Das Ergebnis des Zweiten Weltkriegs sei es gewesen, dass Europa seine Souveränität verloren habe – zunächst hätten die USA und die Sowjetunion die Führung in Europa übernommen, und nach dem Zerfall der Sowjetunion hätten die USA die ganze Führung in Europa übernommen. Die USA könnten sich aber in der nächsten Zeit teilweise oder vollständig aus Europa zurückziehen, einerseits, weil die EU ökonomisch unbedeutender werden werde – der globale BIP-Anteil der EU werde in Zukunft abnehmen –, und andererseits, weil die USA sich möglicherweise auf ihre Beziehung zu China konzentrieren werden. Dies würde zum Beispiel bedeuten, dass die EU den Ukraine-Krieg alleine handhaben müsste, was sie derzeit aber nicht könne. Orbán schlägt deshalb unter anderem vor, dass die EU eine Strategie entwickeln sollte, um die eigenen Interessen im Falle des Rückzugs der USA vertreten zu können. Die EU müsse die Fähigkeit zur Selbstbestimmung entwickeln.

### Veruntreuung von EU-Geldern / Korruption
Unter Orbáns Präsidentschaft erhielt Ungarn die höchste Pro-Kopf-Unterstützung in der Europäischen Union: Von 2010 bis 2017 sind aus dem EU-Haushalt nach Ungarn etwa 30 Milliarden Euro überwiesen worden. Die Förderungen entsprachen jährlich fast viereinhalb Prozent des ungarischen Bruttoinlandsprodukts. Laut einem zu Anfang des Jahres 2017 veröffentlichten Bericht des Europäischen Amts für Betrugsbekämpfung (OLAF) wurden im Zusammenhang mit dem Bau der Linie 4 der Metró Budapest, für die die EU 600 Millionen Euro an Fördergeldern aus dem Kohäsionsfonds bereitgestellt hatte, 296 Millionen Euro als Schmiergelder benutzt. OLAF ermittelte im Jahr 2017 in zehn Verdachtsfällen zu Veruntreuung gegen Ungarn. In der Gemeinde Tyukod wurden einfache Aussichtsplattformen gebaut, für die EU-Gelder in zehnfacher Höhe der Baukosten beantragt und schließlich bewilligt wurden. Insgesamt flossen diesbezüglich 880.000 Euro an Fördergeldern von der EU an das ungarische Agrarministerium.
Auf Orbáns Betreiben hin wurde mittels EU-Fördergeldern in Höhe von zwei Millionen Euro eine Zugverbindung von einem nahegelegenen Wald zur Pancho Arena, zur Heimstätte seines eigens gegründeten Fußballvereins Puskás Akadémia FC, gebaut.
Im Vorfeld der Parlamentswahl 2018 spielten von OLAF veröffentlichte Ermittlungsergebnisse wegen Korruption und Bereicherung von Orbáns Familie durch EU-Fördergelder eine Rolle. So hatte der Unternehmer István Tiborcz, der seit 2015 mit Orbáns Tochter verheiratet ist, in den Jahren 2014 und 2015 staatliche Infrastrukturaufträge in Höhe von rund 65 Millionen Euro erhalten. Auch Orbán selbst wurde während seiner Präsidentschaft zu einem der wohlhabendsten Bürger Ungarns.
Unter Orbáns Präsidentschaft stieg sein Schulfreund Lőrinc Mészáros, ein 2007 insolvent gegangener Gasinstallateur, erst zum Bürgermeister der Gemeinde Felcsút (der Heimat der beiden) und schließlich als Eigentümer von 200 Unternehmen zum Multimillionär (oder gar Milliardär) auf. Der ungarischen Anti-Korruptionsplattform Atlatszo zufolge sind die Ausschreibungen in Ungarn, die im Jahr 2018 insgesamt 826 Millionen Euro betrugen (und zu 93 Prozent von der EU stammen), auf die Bauunternehmen von Mészáros zugeschnitten. Die von Mészáros eingeworbenen EU-Gelder flossen unter anderem in eine Donaubrücke für 90 Millionen Euro, in eine Bahnstrecke im Osten Ungarns für 240 Millionen Euro und eine milliardenteure Bahnstrecke von Budapest nach Belgrad.
Im März 2024 berichtete die Lebensmittel Zeitung, Spar Österreich wolle „das Vermögen vor den Fängen des ungarischen Ministerpräsidenten Viktor Orban sichern“. Spar Österreich strukturiere deshalb seine Geschäfte in Ungarn um und habe einen Teil seiner Vermögenswerte in die Schweiz verlagert. Spar Österreich reagiere damit darauf, dass die Regierung Orbán ausländischer Handelsunternehmen mittels Sondersteuern und Preisstopps zunehmend schikaniert. Orbán habe Spar Österreich nahegelegt, einen seiner Verwandten an seinem Tochterunternehmen Spar Ungarn zu beteiligen. Die Lebensmittel Zeitung zitierte Spar-Österreich-Vorstandschef Hans Reisch wie folgt: „Im Grunde will die Regierung unser Unternehmen durch eine Beteiligung in ihren Besitz bekommen.“

### Einwanderungs- und Asylpolitik
Nachdem Orbán Anfang 2015 eine öffentliche Debatte über die Wiedereinführung der Todesstrafe in Ungarn gefordert hatte, erteilte er nach Kritik aus anderen europäischen Ländern und der Drohung, Ungarn im Fall einer Wiedereinführung aus der EU auszuschließen, dieser Thematik eine Absage. Beobachter sind der Ansicht, dass Orbán verstärkt Themen der rechtsextremen Jobbik aufgreift, die zu diesem Zeitpunkt laut Meinungsumfragen nur noch knapp hinter seiner Partei Fidesz rangierte. Eine ähnliche Motivation wollten Kritiker auch in der landesweiten Plakatkampagne der Regierung „Wenn du nach Ungarn kommst …“ ersehen, wo in Ungarn Ankommende – allerdings nur in ungarischer Sprache – ersucht werden, „die ungarische Kultur zu respektieren“ oder „den Ungarn die Arbeit nicht wegzunehmen“. In den Augen der Kritiker richteten sich diese Aufrufe offenbar gezielt an Einwanderer und seien daher „einfältig“, „primitiv“ sowie „menschenunwürdig“. Orbán selbst rechtfertigte die Plakatkampagne und entgegnete den Kritikern, sie „richtet sich in erster Linie an Schlepper und betont, dass Ungarn ein freundliches Land ist; sie besagt nicht, dass man nicht hierherkommen darf, sondern dass man die Gesetze einzuhalten hat“. Gleichzeitig sprach er sich sowohl für eine Verschärfung der ungarischen Einwanderungsgesetze als auch für die Option einer Schließung der Grenze zu Serbien aus. Seiner Auffassung nach sind die Ungarn „eine vom Aussterben bedrohte Art“. Zwar sind nach seinen Worten Investoren, Künstler und Gelehrte aus nicht-christlichen Ländern willkommen, doch wolle man sich „nicht mit ihnen in der Größenordnung von Massen vermischen“. Ende Juli 2015 sprach Orbán an der Sommeruniversität Bálványos im rumänischen Băile Tușnad von „Hunderten Millionen Menschen im afrikanischen Hinterland, die der Armut entfliehen“ wollten, und bezeichnete die „Massen illegaler Einwanderer“ als Bedrohung für die kulturelle Identität Europas. Er vertrat die Ansicht, Europa solle „weiter den Europäern bleiben“, und kritisierte die europäische Linke, da sie seiner Ansicht nach das Thema Einwanderung zur Schwächung oder Beseitigung nationaler Strukturen nutzen wolle.
Am 17. Juni 2015 gab die ungarische Regierung bekannt, dass man, um die Zuwanderung von Flüchtlingen (vor allem Syrer, Iraker und Afghanen, die das Land in den meisten Fällen nur als Transitstation in Richtung Westeuropa nutzen) aus Serbien zu drosseln, die 175 Kilometer lange Grenze zu Serbien mit einem 4 Meter hohen Zaun abriegeln werde. Die Idee eines Grenzzauns hatte Anfang 2015 erstmals der Jobbik-Bürgermeister der südungarischen Grenzgemeinde Ásotthalom, László Toroczkai, ins Spiel gebracht. Kritik erfolgte sowohl aus Serbien, das auf seine Rolle als Transitland hinwies, als auch von einer Sprecherin der EU-Kommission, die an den Abriss von Zäunen und Grenzen in Europa erinnerte. Orbán stellte klar, dass Ungarn zwischen politischen Flüchtlingen und jenen, die aus wirtschaftlichen Gründen einwandern, unterscheide:

„Wir teilen nicht den Standpunkt der europäischen Rechtsextremen. Die sind gegen den Islam. Wir überhaupt nicht. Wir sind gegen die Einwanderung. Es gibt Länder, die dieses Risiko eingegangen sind. Wir sind es nicht eingegangen und wollen es auch künftig nicht. Wir respektieren, dass Frankreich oder Deutschland einen anderen Weg gegangen sind, aber wir haben ein Recht darauf, dass auch unserer respektiert wird. Wir wollen keine multikulturelle Gesellschaft.“

Im Juli 2016 beschuldigte Orbán die „EU-Elite“, den von ihm gesehenen Zusammenhang zwischen Einwanderung und Terrorismus zu leugnen. Europa sei „nicht in der Lage, seine Bürger und seine äußeren Grenzen zu schützen“. Ferner bezeichnete er die Flüchtlingskrise als Hauptgrund für den Ausgang des Votums der Briten für einen Austritt aus der EU und versprach, es nicht mehr zuzulassen, dass je wieder Flüchtlinge durch Ungarn zögen. Ende August kündigte er an, den Zaun mit elektronischen Überwachungsanlagen und asphaltierten Wegen für die Grenzschutzbeamten zu verstärken. Diese neue Anlage werde seinen Angaben zufolge auch großen Menschenmengen standhalten können. Zugleich sei nach seinen Worten alles vorbereitet, dass – zusätzlich zu den bestehenden stacheldrahtbewehrten Zäunen an den Grenzen zu Kroatien und Serbien – jederzeit auch an der rumänischen Grenze ein solcher Zaun hochgezogen werden könne. Von Zaunmaterial, hergestellt in ungarischen Strafanstalten, habe man, so Orbán, derart viel auf Lager, dass man bereits „mehrere hundert Kilometer Zaun an Mazedonien, Slowenien und Bulgarien verkauft“ habe. Anfang Oktober 2016 berichtete Amnesty International, Flüchtlinge würden in Ungarn grundlos über Wochen und Monate eingesperrt sowie regelmäßig Opfer von Misshandlungen. Laut Amnesty handele es sich dabei sowie bei dem Fehlen von medizinischer Behandlung beziehungsweise völlig unzureichenden hygienischen Verhältnissen in überfüllten Lagern um eine gezielte Strategie, Flüchtlinge abzuschrecken.
Orbán hatte am 2. Oktober 2016 über die EU-Quoten zur Verteilung von Asylbewerbern in einem Referendum abstimmen lassen. (Die Frage lautete: „Wollen Sie, dass die Europäische Union auch ohne die Zustimmung des ungarischen Parlaments die verpflichtende Ansiedlung von nichtungarischen Staatsbürgern in Ungarn vorschreiben kann?“) Obwohl 98 Prozent derer, die sich daran beteiligt hatten, gegen die Quoten stimmten, war das Referendum – trotz der 30 Millionen Euro teuren nationalen Konsultation der Regierungspartei und laut SZ fremdenfeindlichen Propaganda – nach ungarischer Gesetzeslage mangels ausreichender Beteiligung ungültig, da nur knapp 40 Prozent der Abstimmungsberechtigten einen gültigen Wahlzettel abgegeben hatten und damit das erforderliche Quorum von 50 Prozent nicht erreicht wurde. Am Folgetag der Abstimmung erklärte ein Sprecher von Viktor Orbán, dass das Ergebnis des Referendums „politisch und legal bindend“ sei. Bei einer Wahlbeteiligung von über 50 Prozent wären Parlament und Regierung verfassungsmäßig gezwungen gewesen, die Wählerentscheidung umzusetzen. Deswegen kündigte Orbán an, er werde dem Parlament eine Verfassungsänderung vorlegen, damit der Wille des Volkes in ein Gesetz gefasst werde und das Ergebnis auch in Brüssel zu Konsequenzen führen müsse.
Anfang November 2016 scheiterte auch eine von Orbán angestrebte Verfassungsänderung, der zufolge die Ansiedlung von Nicht-EU-Bürgern in Ungarn nur nach ungarischen Gesetzen erfolgen dürfe. Bei einer Parlamentsabstimmung stimmten nur die 131 Fidesz-Abgeordneten dafür, womit die erforderliche Zweidrittelmehrheit um zwei Stimmen verfehlt wurde. Der Jobbik-Parteichef Gábor Vona hatte seine Zustimmung von der Abschaffung der Regelung abhängig gemacht, die es reichen Nicht-EU-Ausländern ermöglicht, sich ein Niederlassungsrecht in Ungarn zu erkaufen. Zu einer derartigen Regelungsänderung war wiederum Orbán nicht bereit. Jobbik blieb der Abstimmung daher fern wie auch fast die gesamte linke beziehungsweise liberale Opposition, von der drei anwesende Parlamentarier dagegen stimmten.
Im Februar 2017 kündigte Orbán an, dass Ungarn Flüchtlinge aufnehmen werde, aber nur „wahre Flüchtlinge“. Als Beispiele nannte er Bürger westlicher Länder: Die „schreckerfüllten deutschen, holländischen, französischen, italienischen Politiker und Journalisten, jene zum Verlassen ihrer Heimat gezwungenen Christen, die ihr Europa in der eigenen Heimat verloren haben, finden es bei uns wieder“.
Anfang März 2017 stellte Orbán fest, dass Ungarn „unter Belagerung“ stehe und Migration das „Trojanische Pferd des Terrorismus“ sei. Fast zeitgleich beschloss das Parlament mit breiter Mehrheit, dass künftig alle Flüchtlinge ab einem Alter von 14 Jahren für die Dauer ihres Verfahrens in Transitzonen an den Landesgrenzen untergebracht werden sollen. Scharfe Kritik kam von Bürgerrechtlern und dem UNO-Flüchtlingshilfswerk UNHCR. Zudem soll bis Mai an der serbischen Grenze ein zusätzlicher Hochsicherheitszaun mit Bewegungssensoren errichtet werden.
Die Regierung Orbán ging auch verstärkt gegen Organisationen vor, die sich in Ungarn in der Flüchtlingshilfe engagieren und ihre Kosten überwiegend aus dem Ausland decken. Offiziell war in dem Gesetzesvorhaben (als „Stop-Soros-Paket“ bezeichnet) von „illegalen Migranten“ die Rede. Inhalte waren eine 25-prozentige Strafsteuer und die Befugnis, ausländische Mitarbeiter solcher Organisationen des Landes verweisen zu können. Orbán beschuldigt den sich in der humanitären Flüchtlingshilfe finanziell engagierenden US-Milliardär und gebürtigen Ungar George Soros, dieser wolle Menschen anderer Kulturen umsiedeln und so Europa seiner „christlichen und nationalen Identität“ berauben. Die Kampagne gegen Soros wurde bereits 2010 von den Politikberatern der Republikanischen Partei aus den USA Arthur J. Finkelstein und George Eli Birnbaum für die Fidesz-Partei entworfen. Finkelstein gehörte laut Magazin zu den Beratern, die „negative Kampagnen“ (Negative Campaigning) durchführten, die Wählerschaft polarisierten, ein Feindbild erfanden und ein Klima der Angst schürten. Weil Soros Jude ist, wurde die Kampagne gegen ihn kritisiert, da sie Elemente antijüdischer Verschwörungstheorien aufgreife.

„In Europa läuft gerade ein Bevölkerungswechsel. Teilweise deswegen, damit Spekulanten, wie Soros selbst einer ist, viel Geld verdienen können. Sie möchten Europa zerstören, weil sie sich davon große Profite erhoffen. Anderseits haben sie auch ideologische Motive. Sie glauben an ein multikulturelles Europa, sie mögen das christliche Europa nicht, sie mögen die christlichen Traditionen Europas nicht, und sie mögen Christen nicht.“

In einer Rede zur Lage der Nation im Februar 2018 sprach Orbán sich gegen Migration und eine vermeintliche „Islamisierung“ aus. „Dunkle Wolken“ lägen über Europa und Nationen würden „aufhören zu existieren“, weil Europa „überrannt“ werde, ohne dass es sich dessen bewusst sei. Zugleich sprach er vom „Niedergang der christlichen Kultur“, einer „muslimischen Expansion“, richtete Vorwürfe an die Opposition, die ihn nicht unterstütze, und bekräftigte die restriktiven Maßnahmen seiner Regierung.
Ende 2018 stimmte Ungarn als einer von fünf Staaten gegen den UN-Migrationspakt sowie als einer von zwei Staaten gegen den UN-Flüchtlingspakt.
2019 erhielten in Ungarn nur noch 60 Menschen Asyl oder ähnlichen Schutz, das entspricht 12 Prozent von 500 Antragstellern. 2018 wurden noch 367 von 671 Asylanträgen, also mehr als die Hälfte, positiv beschieden. In Ungarn können Asylanträge nur noch in zwei sogenannten Transitzonen an der serbischen Grenze gestellt werden. Auf Einlass dorthin warten Schutzsuchende Monate oder Jahre. Das ehemalige ungarische Einwanderungs- und Flüchtlingsamt wurde in Landesgeneraldirektion für fremdenpolizeiliche Angelegenheiten umbenannt und in die Polizei eingegliedert, somit gibt es seit 2019 keine eigenständige Asylbehörde mehr.
Für internationale Kritik sorgte Orbán mit einer Rede am 23. Juli 2022 vor Anhängern im rumänischen Băile Tușnad. Dabei warnte der ungarische Ministerpräsident vor einer „Vermischung der Rassen“ in Europa. Orbán erklärte, innereuropäische Ethnien wie jene im Karpatenbecken könnten sich untereinander „vermischen“. Zu einer „Vermischung“ mit Nicht-Europäern dürfe es jedoch nicht kommen:

„Es gibt nämlich jene Welt, in der sich die europäischen Völker mit den Ankömmlingen von außerhalb Europas vermischen. Das ist eine gemischtrassige Welt. [...] Wir sind bereit, uns miteinander zu vermischen, aber wir wollen nicht zu Gemischtrassigen werden.“

Orbán berief sich dabei auf das unter anderem von den Nationalsozialisten genutzte und wissenschaftlich unhaltbare Konzept, dass es unterschiedliche menschliche „Rassen“ gebe.
In derselben Rede sprach Orbán auch über mögliche EU-Gassparpläne im Zuge der durch den Ukraine-Krieg verursachten Energiekrise. Dabei spielte er auf den Holocaust an:

„Da ist zum Beispiel der neueste Vorschlag der EU-Kommission, der besagt, dass jeder seinen Gasverbrauch verpflichtend um 15 Prozent senken soll. Ich sehe nicht, wie sie das erzwingen wollen, obwohl es dafür deutsches Know-how gibt. Von früher, meine ich.“

Beide Aussagen wurden von Politikern und Interessenvertretern innerhalb wie auch außerhalb Ungarns als offen rassistisch verurteilt, darunter auch vom Internationalen Auschwitz Komitee und von Ungarns Oberrabbiner Róbert Frölich. Zsuzsa Hegedüs, eine langjährige Mitstreiterin Orbáns, bezeichnete die Aussagen als „Goebbels-würdig“ und trat von ihrem Amt als Beauftragte des ungarischen Regierungschefs für gesellschaftlichen Anschluss zurück. Orbán selbst behauptete später, missverstanden worden zu sein: Er verwies darauf, seine Aussagen seien nicht als rassistisch zu verstehen. Vielmehr lehne er Einwanderung von außerhalb Europas aus kulturellen Gründen ab.
Anfang August 2022 hielt Orbán in Dallas/Texas die Eröffnungsrede der Conservative Political Action Conference, eines Treffens Rechtskonservativer, zu dem auch Sarah Palin, Steve Bannon, Marjorie Taylor Greene und Ex-Präsident Donald Trump als Redner angekündigt waren. Orbán setzte „progressive Liberale“ mit Kommunisten gleich, die man „wieder besiegen“ müsse. Dazu brauche man „eine totale Verteidigung“. Er sei der „einzige migrationsfeindliche politische Anführer auf unserem Kontinent“. Zudem bezeichnete er sich als „altmodischen Freiheitskämpfer“ und sagte: „Wir brauchen mehr Ranger, weniger Dragqueens und mehr Chuck Norris.“ Über die US-Demokraten äußerte er: „Sie hassen mich und verleumden mich und mein Land, so wie sie euch hassen und das Amerika, für das ihr steht, verleumden.“

### Außenpolitik

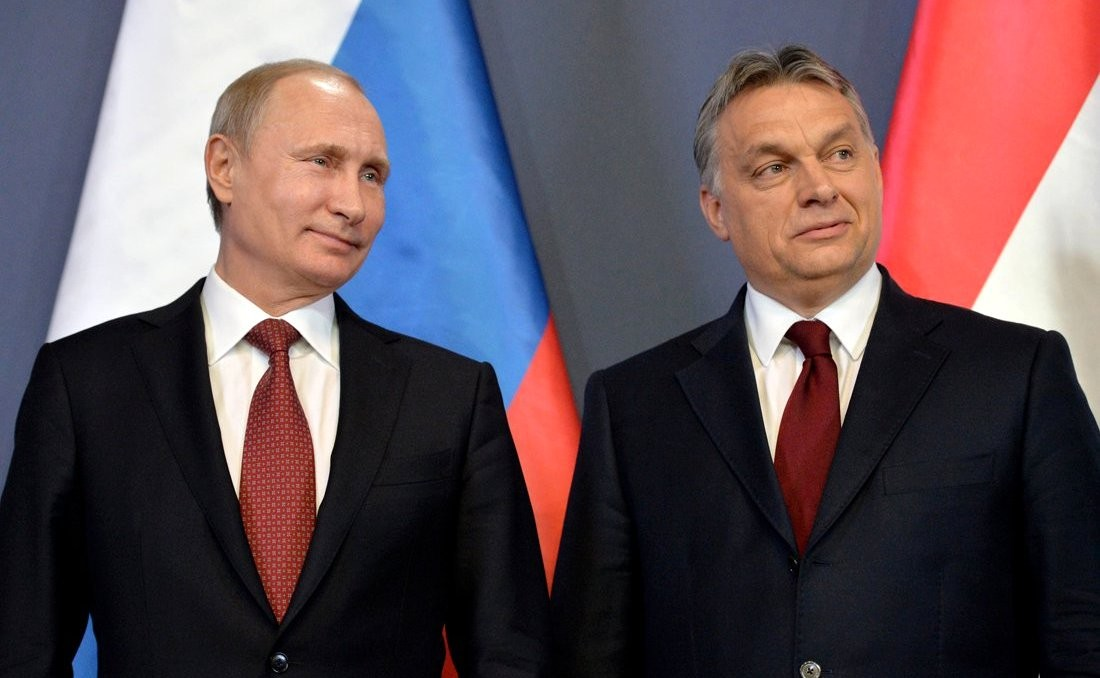
Viktor Orbán und Wladimir Putin (2015)

Bei seinem Besuch im Dezember 2010 in Bratislava verzichtete Orbán auf Gespräche mit der an der Regierung beteiligten ungarisch-slowakischen Partei Most–Híd und traf sich stattdessen mit einer nationalkonservativen Partei der ungarischen Minderheit in der Slowakei, der Partei der ungarischen Koalition, was für Spannungen mit der slowakischen Regierung sorgte. Am 24. Juli 2011 hielt Orbán anlässlich der Sommerakademie Tusványos im rumänischen Siebenbürgen eine programmatische Rede, in der er seine Vision von der ungarischen Nation inner- und außerhalb der Staatsgrenzen Ungarns skizzierte.
Bezüglich Trumps Jerusalem-Initiative stoppte Viktor Orbán am 6. Dezember 2017 per Veto eine beabsichtigte gemeinsame EU-Verurteilung („joint declaration“) der Pläne Trumps für die Anerkennung von Jerusalem als Hauptstadt Israels. Orbán hält eine Verurteilung für nicht notwendig. Er erwägt auch einen Umzug der ungarischen Botschaft nach Jerusalem. Bei einem Treffen mit Vertretern der rechtsextremen belgischen Gruppe Schild & Vrienden im rumänischen Băile Tușnad im Juli 2018 rief er diese auf, „aufzustehen“ und zu „kämpfen“.
Orbáns Regierung unterstützt ungarische Minderheiten in den Nachbarländern jedes Jahr mit Summen, die umgerechnet im dreistelligen Millionenbereich liegen. Viele Auslandsungarn besitzen die ungarische Staatsbürgerschaft und ein damit verbundenes Listenwahlrecht.
Orbán machte sich mehrfach das Einstimmigkeitsprinzip bei der EU-Außenpolitik zunutze, um gemeinsame Erklärungen aller EU-Staaten mit einem Veto zu verhindern (wie bei der gescheiterten Verurteilung von Folter in China und der verhinderten gemeinsamen Kritik an der Wahl in Venezuela) oder mit einem Veto zu drohen.
Nach dem Überfall Russlands auf die Ukraine trug Orbán die von den europäischen Staaten gemeinsam verhängten Sanktionen gegen Russland mit. An Waffenlieferungen an die Ukraine beteiligte er Ungarn nicht und verbot, dass Waffenlieferungen anderer Staaten an die Ukraine über ungarisches Territorium liefen. Orbán sagte, es sei eine neue Strategie notwendig, die sich auf Friedensverhandlungen konzentrieren solle. Gespräche zwischen den USA und Russland seien notwendig und die EU solle sich „nicht auf die Seite der Ukrainer stellen“, sondern sich zwischen den beiden Lagern positionieren. Er kritisierte den Westen dafür, dass er vor dem Konflikt die Sicherheitsansprüche Russlands ignoriert habe. Mit US-Präsident Trump und Bundeskanzlerin Merkel, so Orbán, wäre es zu diesem Krieg nie gekommen. Am 27. Januar 2025 zog Orbán sein Veto gegen fortgesetzte EU-Sanktionen gegen Russland zurück.
Orbáns Auftritte in Nachbarländern, in denen er deren frühere Zugehörigkeit zu Ungarn betont, sorgten mehrere Male für diplomatische Verstimmungen. So machte er 2023 eine Bitte rumänischer Außenpolitiker öffentlich, bei einer jährlich stattfindenden Rede in Băile Tușnad auf rumänische Gefühle Rücksicht zu nehmen, und erklärte, er habe nie behauptet, Siebenbürgen und das Szeklerland seien rumänische territoriale Einheiten. Über die Slowakei sagte er, diese sei „1918 von Ungarn abgetrennt worden“, was deren Außenministerium richtigstellte. Die rumänische Regierung bestellte daraufhin den ungarischen Botschafter ein. Der Vizechef der PNL lobte Rumäniens Außenministerin Luminița Odobescu dafür, dass sie Orbán in puncto Themenwahl in die Schranken gewiesen und damit „mehr Mumm als zehn Männer“ unter Beweis gestellt habe.
Nach dem Terrorangriff der Hamas auf Israel 2023 stimmte Ungarn gegen eine Resolution der UN, die einen Waffenstillstand forderte.
Der autokratisch regierende Staatspräsident der Volksrepublik China, Xi Jinping, besuchte im Mai 2024 nach Gesprächen in Paris auch Orban und den serbischen Präsidenten Aleksandar Vučić.
Im Februar 2025 empfing Orbán die AfD-Chefin Alice Weidel in seinem Amtssitz. Dieses Treffen habe, so tagesschau.de, unter anderem aufgrund der wehenden ungarischen und deutschen Fahnen, wie ein Staatsbesuch gewirkt. Es sei für ihn mittlerweile „vollkommen klar, dass die AfD die Zukunft“ sei, sagte Orbán. Nachdem der deutsche Verfassungsschutz Ende April 2025 die AfD als „gesichert rechtsextremistisch“ eingestuft hatte, schrieb Orbán in sozialen Medien: „Was zum Teufel ist in Deutschland los?“ An Weidel gerichtet fügte er hinzu: „Sie können sich auf uns verlassen.“

### Orbáns Regieren während der COVID-19-Pandemie
Orban behauptete im März 2020 kurz nach dem Ausbruch der COVID-19-Pandemie, es gebe die „Frontlinie namens Migration und es gibt die der Coronavirus-Epidemie“. „Ausländer“ – Migranten über die Iran-Route – und auch ausländische Studenten hätten das Virus nach Ungarn gebracht. Daher habe man die Universitäten geschlossen. Der Politologe Péter Krekó vom Budapester Institut Political Capital sagte, die Regierung und ihr nahestehende Medien suchten nach Sündenböcken, weil das Gesundheits- und das Bildungswesen am meisten „unter der restriktiven Fiskalpolitik der Regierung […] gelitten“ hätten.
Orbán ließ sich vom Parlament mit umfassenden Sondervollmachten gegen die Pandemie ausstatten, die es ihm ermöglichten, ohne zeitliche Befristung mittels Verordnungen zu regieren. Während des verhängten Notstands durften keine Wahlen und Referenden stattfinden. Strafen für Verstöße gegen Quarantänebestimmungen sowie für das Verbreiten von Falschnachrichten wurden massiv verschärft. Journalisten äußerten die Befürchtung, dass ihnen wegen kritischer Berichterstattung Haftstrafen drohen könnten. Kritiker sahen in den Notstandsverordnungen eine Instrumentalisierung der Corona-Krise, mit der Orbán seine Machtstellung ausbauen wolle. Jan Puhl befand im Spiegel, Orbán habe „eine Diktatur geschaffen, die ihre Gegner nicht umbringt, aber gnadenlos kaltstellt – und das mitten in Europa“.
In einem Brief an die Spitzen mehrerer Mitgliedsparteien der Europäischen Volkspartei (EVP) warf Orbán Ende März 2020 dem Parteivorsitzenden Donald Tusk, der als Kritiker Orbáns gilt, vor, er bediene sich der Sprache von „europäischen Liberalen und Linken“. Tusk solle dazu gedrängt werden, nicht weiter „die Saat der Spaltung zu säen“. Tusk seinerseits beschuldigte Orbán in einem Schreiben an die Spitzen der EVP-Parteien daraufhin, die „Pandemie zu benutzen, um einen permanenten Ausnahmezustand zu schaffen“; das sei „politisch gefährlich und moralisch inakzeptabel“.

### Weiterregieren unter neuem Notstand nach Angriff Russlands auf die Ukraine
Nach der Parlamentswahl in Ungarn im April 2022, bei der sich die Fidesz erneut eine Zweidrittelmehrheit sicherte, wurde Orbán am 16. Mai 2022 erneut zum Ministerpräsidenten gewählt und noch am selben Tage auf seine fünfte Amtszeit vereidigt. Nachdem das Parlament wenige Tage später eine Verfassungsänderung aufgrund des Krieges in der Ukraine herbeigeführt hatte, rief Orbán aufgrund des neuen Gesetzes einen Notstand aus. Deswegen war es nach dem Auslaufen des Coronanotstands möglich, weiterhin per Verordnung regieren zu können, um – so die Begründung – auf die Herausforderungen durch den Krieg reagieren zu können. Vor der Wahl hatte Orbán die Abgabenlast für potentielle Wähler gesenkt, indem er Energie und Lebensmittel subventionierte, günstige Kredite für Autos und Wohnungen vergab und kleinen und mittleren Verdienern die Einkommensteuer zurückerstatten ließ. Dies ging zulasten der Haushaltsmittelgröße der Gesundheits- und Bildungssektoren, weshalb Investitionen in Krankenhäuser und Schulen ausblieben. Im Jahr 2022 entmachtete er die Ärztekammer. In Ungarn erreichte die Inflation mit 24 Prozent einen Spitzenwert in der EU (Stand März 2023).

### Haltung zum Angriff Russlands auf die Ukraine
Orbán betrieb ab der Annexion der Krim im März 2014 ein Doppelspiel mit EU-Sanktionen. Er kritisiert seit 2014 die Handelsbeschränkungen, die die EU Russland nach der Krim-Annexion auferlegt hat. Gelegentlich drohte er mit einem Veto – stets dann, wenn es um politische Gegengeschäfte ging. Ungarn trug letztendlich alle Sanktionen mit.
Orbán ist der einzige EU-Regierungschef, der auch nach dem russischen Überfall auf die Ukraine im Februar 2022 enge Beziehungen zum Kreml unterhält.
In einer Regierungserklärung am 18. Februar 2023 sagte er, dass er den russischen Überfall als lokalen Konflikt betrachte, bei dem es keine eindeutigen Opfer und Täter gebe. Vielmehr führten die Truppen zweier slawischer Länder einen begrenzten Krieg, der „ihr Krieg, nicht der unsrige“ sei. Ende Oktober 2023 sprach sich Orbán gegen den innerhalb der EU vorgelegten Vorschlag aus, der Ukraine 50 Milliarden Euro an Hilfe zu gewähren. Orbán machte seine Zustimmung zu den EU-Ukrainehilfen von der vollständigen Auszahlung der EU-Mittel für Ungarn abhängig, die wegen Rechtsstaatsverfehlungen weiter zurückgehalten werden. Im Dezember 2023 übernahm Orban das Narrativ des russischen Staates, dass es sich bei dem Russland-Ukraine-Krieg lediglich um eine Militäroperation handelt, mit der Begründung, dass keine Kriegserklärung ausgesprochen wurde: „Das ist eine Operation, solange es keine Kriegserklärung zwischen den zwei Ländern gibt […] Wir sind froh, dass es kein Krieg ist.“

### Haltung zum NATO-Beitritt Schwedens und Finnlands
Viktor Orban versicherte zum Jahresende 2022, das ungarische Parlament werde in der ersten Session von 2023 die Ratifizierung des NATO-Beitritts Schwedens und Finnlands auf die Tagesordnung setzen. Am 27. März 2023 stimmte das ungarische Parlament dem finnischen NATO-Beitritt zu.
Am 26. Februar 2024 stimmte das ungarische Parlament als letztes verbliebenes Parlament mehrheitlich für die von Ministerpräsident Orbán empfohlene Aufnahme Schwedens in die NATO.

### Haltung zu Beitrittsverhandlungen zwischen EU und Ukraine
Orban sagte einen Tag vor dem Beginn von Beitrittsverhandlungen zwischen EU und Ukraine, Ungarn sei mit diesem Beitrittsprozess nicht einverstanden, „aber wir blockieren ihn nicht und unterstützen den Start der Verhandlungen.“ Die Gespräche seien „ein rein politisch motivierter Prozess“.

### EU-Ratspräsidentschaft und Versuch einer Vermittlung zwischen Ukraine und Russland
Ungarn hat im zweiten Halbjahr 2024 turnusgemäß den Vorsitz im Rat der Europäischen Union. Im Juli 2024 reiste Orbán nach Moskau, um dort nach eigenen Angaben vermittelnde Friedensgespräche mit dem russischen Staatspräsidenten Wladimir Putin zu führen, nachdem er sich zuvor, ebenfalls im Juli, mit dem ukrainischen Staatspräsidenten Wolodymyr Selenskyj in Kiew getroffen hatte. Der EU-Außenbeauftragte, Josep Borrell kommentierte, Orbán habe vom „EU-Rat kein Mandat für einen Besuch in Moskau erhalten“ und Orbán vertrete in diesem Fall nicht die EU. Der Vorsitz beinhalte „keine Außenvertretung der Union“. Diese falle in die Zuständigkeit des Präsidenten des Europäischen Rates und auf Ministerebene in die des Hohen Vertreters der Union für Außen- und Sicherheitspolitik. Die Positionen der EU-Kommission zum russischen Krieg gegen die Ukraine schlössen laut Borrell offizielle Kontakte zwischen der EU und dem russischen Staatspräsidenten aus. Zuvor hatte Orbán seinen Vermittlungsversuch mit seiner EU-Ratspräsidentschaft in Verbindung gebracht. EU-Kommissionspräsidentin Ursula von der Leyen sagte, sie sehe den Alleingang Orbán als Gefahr für die Glaubwürdigkeit der Europäischen Union. Der slowakische Ministerpräsident Robert Fico lobte Orbán für dessen umstrittene Moskau-Reise.
Nach dem NATO-Gipfel in Washington traf Orbán Mitte Juli 2024 wieder mit Donald Trump in dessen Privatresidenz Mar-a-Lago in Florida zusammen. Im Zuge seiner „Make Europe Great Again“-Kampagne wurden Vorbehalte gegen die Rolle der NATO-Länder bei der Unterstützung der Ukraine („Friedensbemühungen 3.0“) geäußert. 63 EU-Abgeordnete forderten daraufhin, Ungarn das Stimmrecht im Rat der EU im Rahmen des gegen das Land laufenden Artikel-7-Verfahrens abzuerkennen. Ungarisch geleitete informelle Ministertreffen würden ab sofort von der Kommission in der Form boykottiert, dass sie nur noch unter Beteiligung ranghoher Beamter anstelle der üblichen Kommissarsbeteiligung abgehalten werden. Das EU-Parlament verabschiedete eine – nicht bindende – Resolution, in der Orbán ein Verstoß gegen die EU-Verträge und die gemeinsame Außenpolitik der EU vorgeworfen wird.
Die erste informelle Tagung der EU-Ministerinnen und -Minister nach der Sommerpause 2024 wurde als Reaktion auf das Verhalten des ungarischen Ministerpräsidenten nach Brüssel verlegt.

## Politische Einordnung von deutscher Seite
Ein Arbeitsgruppenbericht der Deutschen Gesellschaft für Auswärtige Politik kam im Jahr 2015 zum Schluss, dass Ungarn nach fünf Jahren unter Orbán ein freiheitlicher und demokratischer Rechtsstaat sei, jedoch systematische Schwächen aufweise.
Im April 2020 kommentierte die DGAP-Direktorin: „Dass Viktor Orbán in Ungarn seine autoritäre Macht in demokratiegefährdender Art und Weise weiter ausdehnt, die Europäische Kommission in ihrem Statement dazu Ungarn aber überhaupt nicht namentlich erwähnt, untergräbt die Wertebasis der EU.“

## Ehrungen
- Franz Josef Strauß-Preis der Hanns-Seidel-Stiftung (2001). 2015 forderte der bayerische SPD-Landtagsfraktionsvorsitzende Markus Rinderspacher, Orbán den Franz-Josef-Strauß-Preis abzuerkennen.[174] Als Begründung nannte Rinderspacher „Orbáns Attacken auf demokratische Grundprinzipien und die Solidaritätsgrundsätze der Europäischen Wertegemeinschaft“.[175] 2020 erneuerte Rinderspacher seine Forderung.[176] Anlass war Orbáns umstrittenes Gesetz, die Rechte des ungarischen Parlaments im Zuge der COVID-19-Pandemie in Ungarn einzuschränken.[177]
- Freedom Award des American Enterprise Institute und der New Atlantic Initiative (2001)
- Polak Award (2001)
- Großkreuz des Ordre national du Mérite (2001)
- Förderpreis Soziale Marktwirtschaft (2002)[178]
- Mérite Européen (2004)
- Päpstlicher Gregoriusorden (2004)
- St.-Sava-Orden (2022)[179]
- Orden der Republik Serbien (2023)

## Privates
Viktor Orbán ist seit 1986 mit der Juristin Anikó Lévai verheiratet. Das Ehepaar hat fünf Kinder. Orbán ist Mitglied der ungarischen Reformierten Kirche, seine Frau ist römisch-katholisch.
Orbán ist der Gründer des Fußballvereins Puskás Akadémia FC. Auf sein Betreiben hin wurde mittels EU-Fördergeldern in Höhe von zwei Millionen Euro eine Zugverbindung (Vál-Tal-Bahn) von einem nahegelegenen Wald zur Pancho Arena, der Heimstätte des Vereins in Felcsút, gebaut. Sein Wochenendhaus steht in direkter Nachbarschaft zur Arena. Er spielte 1983 die Nebenrolle eines Fußballers und Räubers in dem ungarischen Familienfilm „Der arme Johnny und Prinzessin Arnika“.
Im Frühjahr 2024 klagte Orbán privat gegen mehrere Medien wegen Berichten im Zusammenhang mit dem österreichischen Handelskonzern Spar. Zu den Beklagten gehören die Onlineportale 24.hu, 444.hu, das Klubradio, Hirklikk.hu, Economx.hu und Index.hu. Die Regierung hatte Anfang April angekündigt, den Spar-Konzern wegen „Verleumdung“ zu verklagen.